# Yang Shaoqi
Yang Shaoqi (chinesisch 杨绍崎, Pinyin Yáng Shàoqí; * 8. Februar 1976) ist eine ehemalige chinesische Degenfechterin.

## Karriere
Yang Shaoqi gewann bei den Asienspielen 1998 in Bangkok die Bronzemedaille im Einzel sowie Gold mit der Mannschaft. 1999 wurde sie zudem Vize-Mannschaftsweltmeisterin in Seoul. Bei den Olympischen Spielen 2000 in Sydney zog sie mit der Mannschaft, nach einem Sieg gegen Frankreich und einer Niederlage gegen die Schweiz, ins Gefecht um Bronze gegen Ungarn ein, das mit 41:39 gewonnen wurde. Im Einzel belegte sie den 25. Rang.